# Antonio Maria Sauli
Antonio Maria Sauli (tudi Antonmaria Sauli), italijanski rimskokatoliški duhovnik, škof in kardinal, * 1541, Genova, † 24. avgust 1623, Rim.

## Življenjepis
Leta 1585 je postal koadjutor, 1586–91 pa je bil nadškof Genove. 18. decembra 1587 je bil povzdignjen v kardinala.
Leta 1607 je bil imenovan za kardinala-škofa Albana, leta 1611 za škofa Sabine e Poggio Mirteto, leta 1615 za škofa Porta e Santa Rufine in leta 1620 za škofa Ostie in dekana kardinalskega kolegija.